# Tawrich
În mitologia persană, Tawrich aparține grupului Daevas, cel al zeilor malefici. Ea este zeița foametei, oponenta lui Haurvatat.